# Viticoltura in Libano
La viticoltura in Libano ha una storia millenaria che affonda le sue radici nell'epoca fenicia ed è oggi un settore in crescita con riconoscimenti a livello internazionale. Il cuore della produzione vinicola è la valle della Beqa', una regione caratterizzata da condizioni climatiche e geomorfologiche favorevoli alla coltivazione della vite.

## Storia
La viticoltura in Libano risale a oltre 5.000 anni fa, con i Fenici che perfezionarono le tecniche di vinificazione e diffusero il vino attraverso i loro commerci nel Mediterraneo. Porti come Byblos, Tiro e Sidone erano centri chiave per la produzione e il commercio del vino e contribuirono alla diffusione della cultura enologica fenicia. La tradizione narra che Noè abbia piantato la prima vite sul Monte Saninno dopo il diluvio universale.
Nel periodo del mandato francese (1920-1943), la viticoltura libanese subì un'evoluzione significativa con l'introduzione di vitigni internazionali, in particolare di origine francese. Negli ultimi decenni i vini libanesi hanno guadagnato un riconoscimento crescente nei mercati globali grazie alla qualità dei prodotti e alla modernizzazione delle tecniche di vinificazione.

## Clima
Il Libano gode di un clima mediterraneo con estati calde e secche e inverni miti, condizioni ideali per la coltivazione della vite. La valle della Beqa', situata a circa 1.000 metri di altitudine, beneficia di forti escursioni termiche tra il giorno e la notte favorendo una lenta maturazione delle uve e preservando la loro acidità. Le montagne circostanti proteggono le vigne dai venti umidi provenienti dal Mediterraneo, garantendo un ambiente favorevole alla viticoltura.

## Regioni vitivinicole

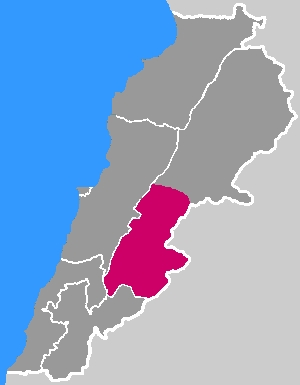
Area di maggior produzione di vino (in rosso)

La principale regione vinicola del Libano è la valle della Beqa' considerata il cuore della produzione vinicola del paese. Situata tra le catene montuose del Libano e dell'Anti-Libano, questa regione offre suoli calcarei ricchi di minerali ideali per la coltivazione della vite.
Altre aree emergenti nella produzione vinicola includono le regioni di Batroun e Jezzin dove alcune cantine stanno sperimentando con vitigni autoctoni e internazionali ampliando il panorama enologico del paese.

## Vitigni
I principali vitigni coltivati in Libano sono di origine francese, introdotti durante il mandato coloniale. Tra le varietà a bacca rossa più diffuse si trovano Cabernet Sauvignon, Syrah, Merlot e Cinsault mentre tra quelle a bacca bianca si coltivano Chardonnay, Sauvignon Blanc, Sémillon e Ugni Blanc.
Oltre ai vitigni internazionali, il Libano conserva alcune varietà autoctone come l'Obaideh e il Merwah, due uve a bacca bianca che vengono spesso utilizzate per la produzione di vini bianchi e per la distillazione dell'arak, il tradizionale distillato libanese .

## Vini
Il Libano produce una vasta gamma di vini, dai rossi strutturati ai bianchi freschi e aromatici. I vini rossi della valle ella Beqa' sono noti per la loro complessità e capacità di invecchiamento grazie alla combinazione di vitigni bordolesi con il Cinsault che dona morbidezza e fragranza ai blend.
I vini bianchi libanesi, spesso ottenuti da Chardonnay e Sauvignon Blanc, si distinguono per la loro freschezza e note minerali influenzate dal terroir calcareo della regione. Un altro prodotto tipico della viticoltura libanese è l'arak, un distillato aromatizzato all'anice ottenuto dalla fermentazione e distillazione di uve locali.
Negli ultimi anni diverse cantine libanesi hanno ottenuto premi e riconoscimenti a livello internazionale contribuendo alla crescita della reputazione del vino libanese nel mondo.